# Jagdgeschwader 2
2-я истребительная эскадра «Рихтгофен» (нем. Jagdgeschwader 2 «Richthofen», (JG2)) — эскадра истребителей люфтваффе. Получила своё наименование в честь лучшего аса Первой мировой войны Манфреда фон Рихтгофена. Являлась одной из двух эскадр, основная служба которых прошла на Западном фронте. Эскадра была первоначально сформирована под именем JG132 «Рихтгофен». Эскадра участвовала во французской кампании, Битве за Англию, а позже, в 1940—1944 годах дислоцировалась во Франции, участвовала в операции «Церебрус» и в сражении за Дьеп. С ноября 1942 по март 1943 года группа II./JG2 сражалась на Сицилии и в Тунисе, a группа I./JG2 весной 1944 года действовала в Италии под Анцио и Неттуно. В 1945 году эскадра участвовала в операции «Боденплатте» — атаковала аэродром Сен-Трон в Бельгии. На заключительном этапе войны полк воевал в западной части Германии (Рейнланд, Бавария).

## Состав эскадры

### Geschwaderkommodoren (командиры эскадры)
| командующий                              | период                                | примечания                               |
| ---------------------------------------- | ------------------------------------- | ---------------------------------------- |
| оберст Герд фон Массов                   | 1 мая 1939 — 31 марта 1940 года       | назначен командующим Jagdfliegerführer 3 |
| оберст-лейтенант Харри фон Бюлов-Боткамп | 1 апреля — 3 сентября 1940 года       | переведен на штабную должность           |
| майор Вольфганг Шельман                  | 3 сентября — 19 октября 1940 года     | назначен командиром JG27                 |
| майор Гельмут Вик                        | 20 октября — 28 ноября 1940 года      | погиб                                    |
| и. о. гауптманн Карл-Гейнц Грейзерт      | 29 ноября 1940 — 16 февраля 1941 года | командир II./JG2                         |
| майор Вильгельм Бальтазар                | 16 февраля — 3 июля 1941 года         | погиб                                    |
| оберст-лейтенант Вальтер Оезау           | июль 1941 — 1 июля 1943 года          | назначен командиром Jagdfliegerführer 4  |
| майор Эгон Майер                         | 1 июля 1943 — 2 марта 1944 года       | погиб                                    |
| майор Курт Уббен                         | 10 марта — 27 апреля 1944 года        | погиб                                    |
| оберст-лейтенант Курт Бюлиген            | 28 апреля 1944 — 8 мая 1945 года      |                                          |

### Gruppenkommandeure I./JG2 (командиры группы I./JG2)
| командующий                     | период                                  | примечания                                             |
| ------------------------------- | --------------------------------------- | ------------------------------------------------------ |
| оберст-лейтенант Карл Вик       | 1 мая — 26 сентября 1939 года           | назначен командиром JG3                                |
| гауптман Юрген Рот              | 1 октября 1939 — 28 мая 1940 года       | за нарушение дисциплины понижен в звании до лейтенанта |
| гауптман Хенниг Штрюмпель       | 29 мая — 1 сентября 1940 года           |                                                        |
| и. о. гауптман Йоахим Зеегерт   | 2 — 7 сентября 1940 года                |                                                        |
| гауптман Гельмут Вик            | 7 сентября — 20 октября 1940 года       | назначен командиром эскадры                            |
| гауптман Карл-Гейнц Крал        | 20 октября 1940 — 4 августа 1941 года   | позже назначен командиром II./JG3                      |
| и. о. гауптман Георг Симон      | 5 августа — 1 декабря 1941 года         |                                                        |
| гауптман Игнац Прештеле         | 2 декабря 1941 — 4 мая 1942 года        | погиб                                                  |
| гауптман Эрих Лейе              | 4 мая — декабрь 1942 года               | позже назначен командиром I./JG51                      |
| гауптман Гельмут-Феликс Больц   | декабрь 1942 — 18 августа 1943 года     |                                                        |
| гауптман Эрих Хохаген           | 19 августа 1943 — 24 сентября 1944 года | ранен при вынужденной посадке                          |
| майор Вальтер Матони            | 24 сентября — декабрь 1944 года         | назначен командиром 2-й группы                         |
| гауптман Франц Хрдлика          | 18 декабря 1944 — 25 марта 1945 года    | погиб                                                  |
| обер-лейтенант Кристиан Эйкхофф | 26 марта — 8 мая 1945 года              |                                                        |

### Gruppenkommandeure II./JG2 (командиры группы II./JG2)
| командующий                   | период                                 | примечания                     |
| ----------------------------- | -------------------------------------- | ------------------------------ |
| гауптман Вольфганг Шельман    | 15 декабря 1939 — 2 сентября 1940 года | назначен командиром эскадры    |
| гауптман Карл-Гейнц Грейзерт  | 3 сентября 1940 — 8 мая 1942 года      | назначен командиром III./JG3   |
| гауптман Гельмут-Феликс Больц | 9 мая — декабрь 1942 года              | назначен командиром I-й группы |
| и. о. гауптман Эрих Рудорффер | декабрь 1942 — январь 1943 года        |                                |
| гауптман Адольф Дикфельд      | январь — 31 марта 1943 года            | назначен командиром II./JG11   |
| гауптман Эрих Рудорффер       | 31 марта — 15 июня 1943 года           | назначен командиром IV./JG54   |
| гауптман Курт Бюлиген         | 15 июня 1943 — 1 мая 1944 года         | назначен командиром эскадры    |
| гауптман Георг Шрёдер         | 4 мая 1944 — 1 января 1945 года        | попал в плен                   |
| майор Вальтер Матони          | январь — 28 февраля 1945 года          |                                |
| гауптман Фриц Карх            | 28 февраля — 8 мая 1945 года           |                                |

### Gruppenkommandeure III./JG2 (командиры группы III./JG2)
| командующий               | период                                | примечания                                                       |
| ------------------------- | ------------------------------------- | ---------------------------------------------------------------- |
| майор Эрих Микс           | 16 марта — 26 сентября 1940 года      | назначен командиром I./JG1                                       |
| гауптман Отто Бертрам     | 26 сентября — октябрь 1940 года       | получил запрет на боевые должности, служил в Jagdfliegerschule 5 |
| гауптман Ханс Хан         | 28 октября 1940 — 18 ноября 1942 года | назначен командиром II./JG54                                     |
| гауптман Эгон Майер       | 19 ноября 1942 — 1 июля 1943 года     | назначен командиром эскадры                                      |
| гауптман Бруно Штолле     | 1 июля 1943 — февраль 1944 года       | переведен на инструкторские должности                            |
| гауптман Герберт Хуппертц | февраль — 8 июня 1944 года            | погиб                                                            |
| гауптман Йозеф Вурмхеллер | 8 — 22 июня 1944 года                 | погиб                                                            |
| гауптман Зигфрид Лемке    | 23 июня 1944 — 8 мая 1945 года        |                                                                  |

## Кавалеры Рыцарского креста награждённые в JG 2
| дата             | звание           | имя                     | часть    |     | кол-во | примечания                            |
| ---------------- | ---------------- | ----------------------- | -------- | --- | ------ | ------------------------------------- |
| 22 августа 1940  | оберст-лейтенант | Харри фон Бюлов-Боткамп | JG2      | РК  | 0      | за командование                       |
| 27 августа 1940  | обер-лейтенант   | Гельмут Вик             | 3./JG2   | РК  | 20     |                                       |
| 5 сентября 1940  | обер-фельдфебель | Вернер Махольд          | 1./JG2   | РК  | 21     |                                       |
| 18 сентября 1940 | майор            | Вольфганг Шельман       | JG2      | РК  | 10     |                                       |
| 24 сентября 1940 | обер-лейтенант   | Ганс Хан                | 4./JG2   | РК  | 20     |                                       |
| 6 октября 1940   | гауптман         | Гельмут Вик             | I./JG2   | ДРК | 42     |                                       |
| 28 октября 1940  | гауптман         | Отто Бертрам            | III./JG2 | РК  | 13     |                                       |
| 9 ноября 1940    | лейтенант        | Зигфрид Шнелл           | 4./JG2   | РК  | 20     |                                       |
| 13 ноября 1940   | гауптман         | Карл-Гейнц Крал         | I./JG2   | РК  | 15     |                                       |
| 1 мая 1941       | лейтенант        | Эрих Рудорфер           | 2./JG2   | РК  | 19     |                                       |
| 2 июля 1941      | гауптман         | Вильгельм Бальтазар     | JG2      | ДРК | 40     |                                       |
| 9 июля 1941      | лейтенант        | Зигфрид Шнелл           | 9./JG2   | ДРК | 40     |                                       |
| 1 августа 1941   | обер-лейтенант   | Эгон Майер              | 7./JG2   | РК  | 20     |                                       |
| 1 августа 1941   | обер-лейтенант   | Эрих Лейе               | JG2      | РК  | 21     |                                       |
| 1 августа 1941   | обер-лейтенант   | Рудольф Пфланц          | JG2      | РК  | 20     |                                       |
| 14 августа 1941  | гауптман         | Ганс Хан                | III./JG2 | ДРК | 42     |                                       |
| 4 сентября 1941  | обер-фельдфебель | Курт Бюлиген            | II./JG2  | РК  | 21     |                                       |
| 4 сентября 1941  | обер-фельдфебель | Йозеф Вурмхеллер        | II./JG2  | РК  | 31     |                                       |
| 4 сентября 1942  | гауптман         | Франк Лизендаль         | 10./JG2  | РК  | ?      | истребитель-бомбардировщик, посмертно |
| 24 сентября 1942 | обер-лейтенант   | Фриц Шрётер             | 10./JG2  | РК  | 7      | истребитель-бомбардировщик            |
| 13 ноября 1942   | лейтенант        | Йозеф Вурмхеллер        | 1./JG2   | ДРК | 60     |                                       |
| 17 марта 1943    | обер-лейтенант   | Бруно Штолле            | 8./JG2   | РК  | 29     |                                       |
| 16 апреля 1943   | гауптман         | Эгон Майер              | III./JG2 | ДРК | 63     |                                       |
| 5 февраля 1944   | обер-лейтенант   | Курт Гольтцш            | 5./JG2   | РК  | 43     | посмертно                             |
| 2 марта 1944     | гауптман         | Курт Бюлиген            | II./JG2  | ДРК | 96     |                                       |
| 2 марта 1944     | майор            | Эгон Майер              | JG2      | МРК | 102    |                                       |
| 14 июня 1944     | лейтенант        | Зигфрид Лемке           | 1./JG2   | РК  | 47     |                                       |
| 24 июня 1944     | гауптман         | Герберт Хуппертц        | III./JG2 | ДРК | 68     | посмертно                             |
| 9 августа 1944   | обер-лейтенант   | Франц Хрдлика           |          | РК  | 44     |                                       |
| 14 августа 1944  | майор            | Курт Бюлиген            | JG2      | МРК | 104    |                                       |
| 24 октября 1944  | гауптман         | Йозеф Вурмхеллер        | III./JG2 | МРК | 102    | посмертно                             |
| 2 января 1945    | гауптман         | Вальтер Матони          | I./JG2   | РК  | 44     |                                       |
| 17 апреля 1945   | гауптман         | Фриц Карх               | II./JG2  | РК  | 47     |                                       |

Легенда:
- дата — дата награждения
- звание — звание награждаемого
- имя — имя награждаемого
- часть — подразделение, где служил
- кол-во — количество побед на момент награждения
- РК — рыцарский крест
- ДРК — рыцарский крест с дубовыми листьями
- МРК — рыцарский крест с дубовыми листьями и мечами
- БРК — рыцарский крест с дубовыми листьями, мечами и бриллиантами